# كيث موفات
كيث موفات (بالإنجليزية: Keith Moffatt)‏ (و. 1935 – م) هو فيزيائي، ورياضياتي من المملكة المتحدة . ولد في إدنبرة . وهو عضواً في الجمعية الملكية، والأكاديمية الملكية الهولندية للفنون والعلوم، والأكاديمية الفرنسية للعلوم، والأكاديمية الوطنية للعلوم .

## التعليم
تعلم في كلية جورج واتسون، وجامعة إدنبرة

## جوائز
حصل على جوائز منها:
- وسام هيوز (2005)
- زمالة الجمعية الملكية
- وسام السعفات الأكاديمية من رتبة ضابط.